# 長安巴士總站
長安巴士總站（英語：Cheung On Bus Terminus）是香港青衣北的一個巴士總站，鄰近長發邨和長安邨一期，在1987年配合九龍巴士44M線遷入長安投入服務而正式開幕。本巴士總站為整個青衣區最多巴士路線途經的總站，共有20條巴士線和4條小巴線途經或以此為總站，成為全個青衣區之冠。由於這個巴士總站臨近長發邨、長安邨、青宏苑、青逸軒、青泰苑、灝景灣等多個屋苑，因此使用這個巴士總站的乘客非常多，有些路線的主要客源均在此站。

## 總站設計

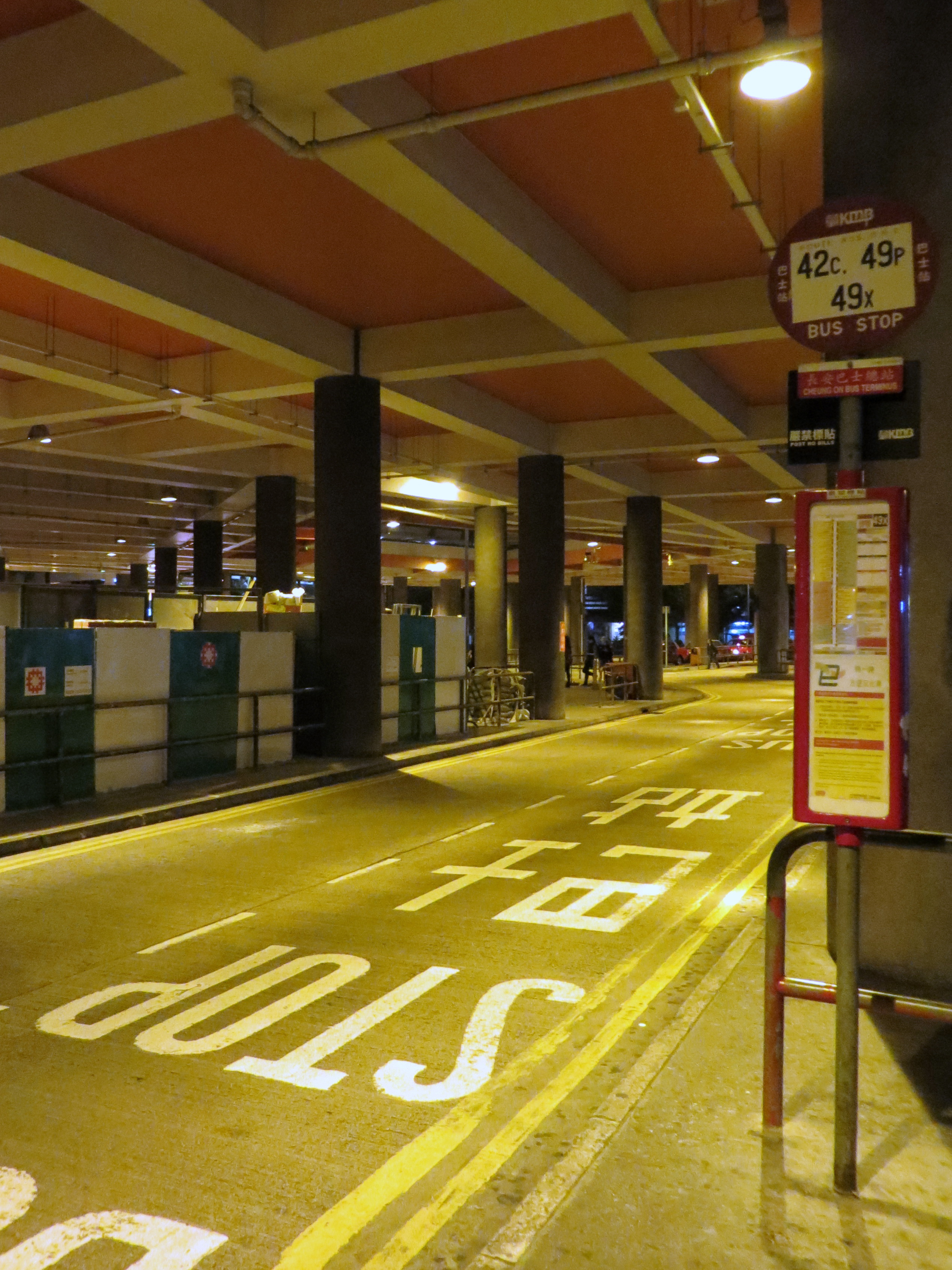
長安巴士總站42C、49P、49X的站頭

長安巴士總站共有7個巴士月台，以及小巴和的士月台各一個，以方便乘客選擇乘搭不同路線。而九巴為了方便乘客登車，前往相若地區的巴士路線將會編排至同一巴士月台，例如路線41M、42M、43B和243M都是前往荃灣，因此它們都要停泊於同一月台。

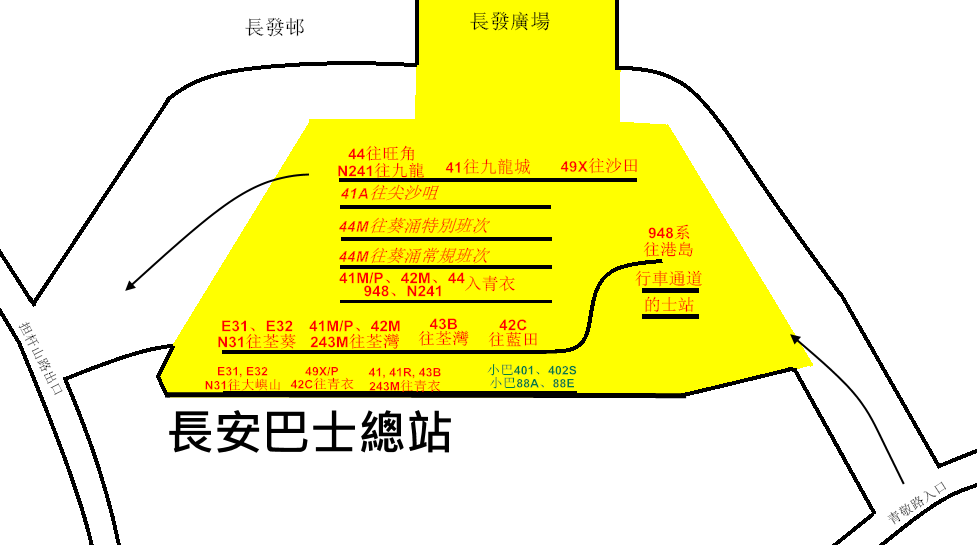
長安總站的平面圖
（未顯示A31改道後和X42P開辦後的停車位置，A31改道後的停車位置與E31、E32、N31相同，而X42P的停車位置與42C相同）

## 總站路線資料（巴士）

### 九龍巴士41A線
- 青衣（長安邨） ↔ 尖沙咀東

於1988年9月1日投入服務，途經青衣邨、青衣南橋、青葵公路、西九龍走廊（只限去程）、大角咀（只限回程）、旺角、油麻地、佐敦及尖沙咀。

### 九龍巴士44M線（特別班次）
- 青衣（長安邨） → 葵興站

### 過海隧道巴士148R線
- 灣仔 （會展新翼） → 青衣（長安）

### 過海隧道巴士948線
- 青衣（長安邨） ↔ 天后站

於1997年9月8日投入服務，取代行走紅磡海底隧道由青衣往上環的348線。1998年7月16日加開平日下午回程服務，往青衣方向改經西九龍公路及青衣（南）。2011年7月4日，下午回程班次由此延長至長宏。2016年10月22日，增設星期六、星期日及公眾假期早上由長宏開出的班次及下午往長宏的班次。2019年1月28日，星期一至六早上特別班次改編為948A線及948B線，其餘班次以此站為總站，並延長兩邊服務時間。

### 過海隧道巴士948A線
- 青衣（長安邨） → 天后站 （只於平日上午繁忙時間提供服務）

於2019年1月28日投入服務，前身為948線早上以此站開出的特別班次。此線與948線不同的是不經長宏邨。

### 過海隧道巴士948P線
- 青衣（長安邨） → 天后站（只於平日上午繁忙時間提供服務）

於2004年10月11日投入服務，此線與948線不同的是不經長康邨、長青邨、中環碼頭及香港郵政總局，為楓樹窩路及青衣鄉事會路提供特快過海隧道巴士服務。

## 總站路線資料（專線小巴）

### 新界區專線小巴401線（特別班次）
- 長安 → 石蔭邨

## 途經路線資料（巴士）

### 九龍巴士41M線
- 青衣碼頭 ↔ 荃灣站

### 九龍巴士42C線
- 青衣（長亨邨） ↔ 藍田站

### 九龍巴士42M線
- 青衣（長宏邨） ↔ 荃灣（愉景新城）

### 九龍巴士43B線
- 青衣（長青邨） ↔ 荃灣西站

### 九龍巴士44線
- 青衣邨 ↔ 旺角東站

### 九龍巴士44M線
- 青衣站 ↔ 葵涌邨

### 九龍巴士49線
- 青衣（青富苑） ↔ 將軍澳工業邨

### 九龍巴士49P線
- 沙田市中心 → 青衣碼頭（只在晚上繁忙時間服務）

### 九龍巴士49X線
- 沙田（廣源） ↔ 青衣碼頭

### 九龍巴士241X線
- 青衣（長青邨） ↔ 九龍城碼頭

### 九龍巴士243M線
- 青衣（美景花園） ↔ 荃灣（愉景新城）

### 龍運巴士A31線
- 荃灣（如心廣場） ↔ 機場（地面運輸中心）

### 龍運巴士E31線
- 荃灣（愉景新城） ↔ 東涌（逸東邨）

### 龍運巴士E32線
- 葵芳（南） ↔ 航天城

### 龍運巴士N31線
- 荃灣（愉景新城） ↔ 機場（地面運輸中心）

### 龍運巴士NA31線
- 荃灣（如心廣場） ↔ 港珠澳大橋香港口岸（經機場客運大樓）

### 九龍巴士N43線
- 荃灣站 → 長宏

### 九龍巴士N41X線
- 紅磡站 → 青衣（長宏邨）

### 九龍巴士N241線
- 紅磡站 ↔ 青衣（長宏邨）

### 九龍巴士X42P線
- 青衣站 → 藍田站（只限平日上午繁忙時間服務）

## 途經路線資料（專線小巴）

### 新界區專線小巴88A線
- 美景花園→長安→美景花園
- 担杆山路（香港船廠）／長安 ↺ 美景花園
- 担杆山路（香港船廠） ↺ 美景花園
- 青衣站 ⇄ 担杆山路（香港船廠）

### 新界區專線小巴401線
- 青衣碼頭 ↔ 石蔭邨

### 新界區專線小巴402S線
- 長亨 ↔ 荃灣（眾安街）

## 外部連結
- 九巴 （页面存档备份，存于）
- 長安巴士總站 （页面存档备份，存于），城巴／新巴
- 龍運巴士 （页面存档备份，存于）